# ロベルト・ラミレズ
ロベルト・サンチェス・ラミレズ（Roberto Sanchez Ramírez , 1972年8月17日 - ）は、メキシコ出身のプロ野球選手（投手）。左投左打。

## 来歴・人物
1989年はメキシカンリーグのメキシコシティ・レッドデビルズでプレー。
1990年1月8日にピッツバーグ・パイレーツと契約。1992年はレッドデビルズでプレー。1994年はAA級カロライナ・マッドキャッツでプレー。1995年はレッドデビルズでプレーしたが、10月16日にFAとなった。
1996年、レッドデビルズへ復帰。
1998年4月23日にサンディエゴ・パドレスと契約。10月15日にFAとなり、10月19日にコロラド・ロッキーズと契約した。
1999年11月29日にダレル・メイに変わる先発左腕として阪神タイガースと契約した。オーバースロー、サイドスローを器用に投げ分ける投手で、「日本球界でも十分通用する」と言われた。日本挑戦に当たっては元読売ジャイアンツのエルマー・デセンスから情報を得ていたという。
2000年4月19日の対読売戦で来日初勝利。結果的にこれが唯一の日本での勝利となってしまった。ストレートは130キロ台が殆どの軟投派でありながらコントロールはイマイチで、カウントを取りにいったボールを痛打される悪循環に陥ってしまうと、その後は野村克也監督から見切られ、同年限りで解雇。
2001年、レッドデビルズへ復帰。13年間に渡ってプレーし、2013年限りで引退した。
2006年にはワールド・ベースボール・クラシックのメキシコ代表に選出。

## 詳細情報

### 年度別投手成績
| 年 度    | 球 団    | 登 板 | 先 発 | 完 投 | 完 封 | 無 四 球 | 勝 利 | 敗 戦 | セ 丨 ブ | ホ 丨 ル ド | 勝 率 | 打 者 | 投 球 回 | 被 安 打 | 被 本 塁 打 | 与 四 球 | 敬 遠 | 与 死 球 | 奪 三 振 | 暴 投 | ボ 丨 ク | 失 点 | 自 責 点 | 防 御 率 | W H I P |
| -------- | -------- | ----- | ----- | ----- | ----- | -------- | ----- | ----- | -------- | ----------- | ----- | ----- | -------- | -------- | ----------- | -------- | ----- | -------- | -------- | ----- | -------- | ----- | -------- | -------- | ------- |
| 1998     | SD       | 21    | 0     | 0     | 0     | 0        | 1     | 0     | 0        | --          | 1.000 | 70    | 14.2     | 12       | 4           | 12       | 1     | 0        | 17       | 3     | 1        | 13    | 10       | 6.14     | 1.64    |
| 1999     | COL      | 32    | 4     | 0     | 0     | 0        | 1     | 5     | 1        | 3           | .167  | 209   | 40.1     | 68       | 8           | 22       | 2     | 0        | 32       | 4     | 0        | 42    | 37       | 8.26     | 2.23    |
| 2000     | 阪神     | 9     | 7     | 0     | 0     | 0        | 1     | 3     | 0        | --          | .250  | 166   | 35.2     | 54       | 3           | 16       | 1     | 2        | 17       | 0     | 0        | 23    | 22       | 5.55     | 1.96    |
| MLB：2年 | MLB：2年 | 53    | 4     | 0     | 0     | 0        | 2     | 5     | 1        | 3           | .286  | 279   | 55.0     | 80       | 12          | 34       | 3     | 0        | 49       | 7     | 1        | 55    | 47       | 7.69     | 2.07    |
| NPB：1年 | NPB：1年 | 9     | 7     | 0     | 0     | 0        | 1     | 3     | 0        | --          | .250  | 166   | 35.2     | 54       | 3           | 16       | 1     | 2        | 17       | 0     | 0        | 23    | 22       | 5.55     | 1.96    |

### 記録
NPB
- 初登板・初先発登板：2000年4月12日、対読売ジャイアンツ2回戦（阪神甲子園球場）、5回0/3を3失点で敗戦投手
- 初奪三振：同上、1回表に江藤智から
- 初勝利・初先発勝利：2000年4月19日、対読売ジャイアンツ5回戦（東京ドーム）、7回1失点

### 背番号
- 32（1998年）
- 49（1999年）
- 62（2000年）